# Skin – Hass war sein Ausweg
Skin – Hass war sein Ausweg ist ein niederländisches Coming-of-Age-Filmdrama aus dem Jahre 2008.

## Handlung
Der Film spielt im Jahre 1979, irgendwo in den Niederlanden. Die Erzählung macht chronologische Sprünge. Die Anfangsszene zeigt den Protagonisten Frankie Epstein (Robert de Hoog) im Gefängnis. 
Frankie ist jung, rebellisch und zunehmend destruktiv. Auf verschiedene Weise versucht er seinem Elternhaus zu entfliehen. Er fährt Moped, raucht Haschisch und geht auf Punkkonzerte. Punks, Skins, Schwarze, Weiße und Langhaarige gehören zu seinem Freundeskreis. Auf den Konzerten sind immer auch Naziskins. Sein bester Freund ist Jeffrey, ein farbiger Skinhead, der mit Drogen handelt. Ein anderer Freund ist Maikel, der seinem Vater im Schnellimbiss aushilft. Zusammen mit zwei Punks verprügeln die drei einen jungen Mann, der zu einer Gruppe von Migranten gehört, die zuvor Maikel verprügelt haben. 
Das Verhältnis zu seinem Vater Simon Epstein (John Buijsman) ist gestört. Sein Vater ist Jude und ehemaliger KZ-Häftling, der zwar überlebte, aber an den Erlebnissen zerbrochen ist. Zu seinem pubertierenden Sohn hat er keinen Zugang und sucht ihn auch nicht. Vater, Mutter und Sohn betreiben eine Reinigung. Der Vater ist höchst unselbständig. So muss die Mutter die Rechnungen ausstellen, dem Vater mangelt die Übersicht. Doch Anna Epstein bricht eines Tages zusammen und kommt ins Krankenhaus. Sie ist krebskrank. Vater Simon wird daraufhin immer weinerlicher. Frankie besucht seine Mutter regelmäßig im Krankenhaus. Jeffreys Mutter ist Friseurin und rasiert zum Ärger seines Vaters Frankie, der zuvor rotblonde Locken trug, einen Kurzhaarschnitt. Auf einem Konzert zeigen Naziskins den Hitlergruß, woraufhin die Musikgruppe die Musikdarbietung abbricht. Auch Frankie hebt daraufhin den Arm und fordert die Musikgruppe zum Weitermachen auf. Frankie und die Naziskins werden verprügelt und aus dem Laden geworfen. Es kommt zum Streit zwischen Jeffrey und Frankie, der ihm vorwirft, ihm nicht beigestanden zu haben. Doch Jeffrey wollte sich heraushalten, weil er eine Abmachung mit dem Ladenbesitzer hat, gegen eine Gewinnbeteiligung dort Drogen verkaufen zu können. Die Naziskins, zu denen mittlerweile auch Maikel gehört, wollen Frankie mitnehmen, doch Frankie will in Ruhe gelassen werden. Später treffen sie ihn tagsüber und schleifen ihn mit. Sie stürmen in ein heruntergekommenes Haus, in dem sie Punks brutal zusammenschlagen. Danach treffen sie auf der Straße Jeffreys Mutter, umzingeln und beleidigen sie. Frankie fehlt die Courage, sofort dagegen einzuschreiten und bleibt davor stehen. Später will er sich entschuldigen, nicht sofort geholfen zu haben. Doch Jeffreys Mutter jagt ihn fort, Jeffrey schlägt ihm ins Gesicht. Nachdem Anna ihrem Krebsleiden erlegen ist, tauchen zwei der neuen Skinheadfreunde Frankies bei ihrer Beerdigung auf. Simon jagt sie alle fort und verstößt seinen Sohn. Frankie lässt sich einen Totenkopf und ein Hakenkreuz auf die Brust tätowieren. Als Frankie mit Robbert, dem Anführer der Naziskins bei Maikels Vater einkehren, taucht eine Gruppe von Migranten auf, die die Nazis verprügeln wollen. Sie fordern sie heraus und werfen die Scheibe ein. Robbert und Frankie stürmen daraufhin hinaus, müssen in der anschließenden Schlägerei aber viel einstecken. Plötzlich hat einer der Provokateure ein Messer im Bauch, das Frankie von seinen Freunden geschenkt bekam. Frankie kommt ins Gefängnis, wo er auf Jeffrey trifft, der ihn zunächst nicht kennen will. Dort legt sich Frankie mit den Freunden Jeffreys, einer Clique Schwarzer, an. Als sie beim Sport seine Tätowierung sehen, schlagen sie ihn unter der Dusche brutal zusammen. Sein Vater besucht ihn schließlich im Gefängnis, es kommt zum Beginn einer Aussöhnung. Als Frankie einem anderen Jungen beistehen will, der von den Freunden Jeffreys schikaniert wird, zieht er den Zorn auf sich. Frankie flieht, doch sein Kontrahent holt ihn ein und sticht ihm vor den Augen der Wärter ein Messer in den Bauch. Der Film endet mit einer Einstellung auf Frankies Gesicht.

## Kritik
„Ohne großen Aufwand erzählte Sozial- und Milieustudie; die düstere Geschichte überzeugt durch eine fundierte Kenntnis der Jugendkulturen in den 1970er-Jahren.“

## Auszeichnungen
- Hauptdarsteller Robert de Hoog erhielt ein Goldenes Kalb beim Niederländischen Filmfestival

## Filmmusik
Der Film ist mit dem Klassiker Skinhead von Laurel Aitken unterlegt.